# Markéta z Brienne
Markéta z Brienne nebo Markéta z Enghien (1365 – po 1394), po právu hraběnka z Brienne a Conversana, po právu dědička Enghienu a paní z Beaurevoir, byla bohatá šlechtična z Hainaultu. Po svém otci 17. března 1394 zdědila hrabství Brienne a Conversano, a panství Enghien. Byla manželkou Jana Lucemburského, pána z Beaurevoir a matkou Petra Lucemburského, hraběte ze St. Pol, Brienne a Conversana, což po ní zdědil, a Jana II. Lucemburského, hraběte z Ligny.

## Život
Markéta se narodila v roce 1365 jako nejstarší dcera Ludvíka z Enghien, hraběte z Brienne a Conversana, pána z Enghien, titulárního athénského vévody, a Giovanny ze Sanseverina. Jejími prarodiči z otcovy strany byli Walter III. z Enghien a Isabela z Brienne, a ze strany matčiny Antonio ze Sanseverina, 5. hrabě z Marsico, a Isabela del Balzo.
Měla tři mladší sestry, Jolandu, Helenu a Isabelu. Jolanda se 3. května 1384 provdala za Filipa z Baru, který zemřel v tureckém zajetí v roce 1404 poté, co byl zajat po katastrofální bitvě u Nikopole v roce 1396. Markéta měla také bratra Antonína, ten však zemřel v šestnácti letech, a tak dědictví připadlo jí, jako nejstarší dceři. 
Poprvé se provdala – neznámo kdy – za Petra z Baux, a po jeho smrti se jejím druhým manželem stal příbuzný její matky, Giacopo ze Sanseverina. Obě tato manželství byla bezdětná. V roce 1380, po Giacopově smrti, se Markéta provdala po třetí, a to za Jana Lucemburského, pána z Beaurevoir (asi 1370–1397). Ten byl synem Víta Lucemburského, hraběte ze St. Pol, a Mahaut ze Châtillonu. Z tohoto manželství vzešlo pět potomků:
- Petr I. Lucemburský (1390–1433)
- Jan II. Lucemburský (1392–1441)
- Ludvík Lucemburský († 1443)
- Kateřina (* asi 1393)
- Johana († 1420)

Markéta se po otcově smrti, 17. března 1394, stala suo jure hraběnkou z Brienne a Conversana, a paní z Enghien. Její manžel Jan se tak stal z práva své manželky hrabětem z Brienne a Conversana.
Zemřela někdy po roce 1394. Její závěť byla datována 19. září 1393. Její nejstarší syn Petr zdědil její tituly z Brienne a Conversana.
Přes syna Petra a jeho manželku Markétu byla předkem královny Alžběty Woodvillové a jejích sourozenců, také krále Jindřicha VIII. Anglického, a krále Francie Jindřicha IV. Každý anglický panovník po roce 1509 je jejím potomkem.